# Вулси, Линн
Линн Вулси (англ. Lynn C. Woolsey; р. 3 ноября 1937 года, Сиэтл, штат Вашингтон) — американский политик.

## Биография
Линн Вулси родилась в Сиэтле в 1937 году. Вулси получила высшее образование в Вашингтонском университете и Университете Сан-Франциско.
Член Палаты представителей США от штата Калифорния с 1993 года.
Член Демократической партии США, сопредседатель её Прогрессивной фракции в Конгрессе.
Преподавала в Колледже Марин (College of Marin) и Доминиканском калифорнийском университете (Dominican University of California).
Сторонник официального признания США факта геноцида армян турками-османами в 1915 году. Защитница практикующих Фалуньгун.